# Rhynchocinetes enigma
Rhynchocinetes enigma is een garnalensoort uit de familie van de Rhynchocinetidae. De wetenschappelijke naam van de soort is voor het eerst geldig gepubliceerd in 1997 door Okuno.